# Sparks (canción de Hilary Duff)
«Sparks» —literalmente en español: «Chispas»— es una canción interpretada por la cantante estadounidense Hilary Duff, incluida en su álbum de estudio, Breathe In. Breathe Out. Fue lanzada el 6 de abril de 2015, como descarga digital a través de iTunes.

## Antecedentes
El 23 de julio de 2014, Duff anunció que había firmado un contrato con RCA Records y que lanzaría su primer sencillo Chasing the Sun el 29 de julio. Esa misma semana, Duff reveló que estaba por lanzar su quinto álbum de estudio, el primero desde Dignity (2007), mientras filmaba Younger, su nuevo programa de televisión. Hilary planeaba promocionar su álbum durante ese período, pero no lo hizo por completo hasta que la filmación de Younger terminó, el 12 de diciembre. Menos de un mes después del lanzamiento de "Chasing the Sun", Duff reveló que iba a lanzar un segundo sencillo, All About You. Esa misma semana, Duff confirmó que el álbum no sería lanzado en octubre como estaba previsto y que los fanes tendrían que esperar "unos meses más".
El 10 de enero de 2015, Duff reveló que la grabación del álbum continuaría tras la terminación del rodaje de Younger. Según Duff, ella estaba decepcionada de no haber tenido la oportunidad de promover adecuadamente sus singles: "Es un acto de equilibrio tratar de tener dos carreras que ocupan gran parte de mi tiempo... y también ser mamá, el más importante para mí", dijo Duff. A finales de enero, viajó a Suecia, donde colaboró con la cantante Tove Lo y el productor Jason Gill. Duff dijo que grabó cuatro canciones mientras estaba ahí y que creó un ambiente fresco para el álbum.
El 5 de febrero, Duff publicó un breve clip en Instagram con un adelanto de una nueva canción, con la leyenda: "Remember when I said I'd die for you?". El 25 de marzo Duff anunció a través de Twitter que mostraría un adelanto de una nueva canción, Al día siguiente, ella publicó en YouTube un adelanto de su serie Younger, el cual fue acompañado de una nueva canción llamada "Sparks". Después de publicar el video, Duff anunció que la canción completa sería lanzada el 7 de abril y compartió la portada del sencillo.

## Composición
"Sparks" es una canción dance pop y synthpop con una duración de tres minutos y cinco segundos. De acuerdo con Nolan Feeney de la revista Time, es una "rebanada burbujeante" del dance pop sueco. La instrumentación de la canción contiene elementos tribales, que según Carolyn Menyes, de Music News, sólo podrían encontrarse en 2015. Madison Vain, de la revista Entertainment Weekly, hizo comparaciones con Toxic, de Britney Spears, que fue coproducida por Bloodshy. Carolyn Menyes, de Music Times, comparó la canción con el estilo musical de la cantante australiana Kylie Minogue.
"Sparks" inicia con un silbido, antes de que Duff comienza a cantar la primera estrofa: "I can't hear a single word / Just know you're taliking 'cause your lips keep moving / Everything I thought I'd learned / Goes out the window / All I want is one thing". Escribiendo para el sitio web de Ryan Seacrest, Marc Inocencio señaló que la canción tiene un silbido infeccioso entre coros. Madeline Boardman, de US Weekly señaló que las letras ardientes de la canción son un cambio de tono para Duff.

## Recepción crítica
Bradley Stern, de Idolator, escribió que a diferencia de sus anteriores sencillos ("Chasing the Sun" y "All About You"), "Sparks" marca el regreso a un sonido dance-pop más familiar para Duff. Vanessa Golembewski, de Refinery29, dijo que "Sparks" es suficientemente buena para bailar y relajarse en casa, y que el silbido va a estar en la cabeza de todos durante los próximos tres meses.

## Posicionamiento
| Listas (2015)                         | Posiciones |
| ------------------------------------- | ---------- |
| Australia (ARIA)                      | 104        |
| Canadá (Canadian Hot 100)             | 63         |
| Estados Unidos (Billboard Hot 100)    | 93         |
| Estados Unidos (Hot Dance Club Songs) | 6          |

## Historial de lanzamientos
| País            | Fecha              | Formato          | Discográfica |
| --------------- | ------------------ | ---------------- | ------------ |
| Francia         | 7 de abril de 2015 | Descarga digital | Sony         |
| Alemania        | 7 de abril de 2015 | Descarga digital | Sony         |
| Italia          | 7 de abril de 2015 | Descarga digital | Sony         |
| Estados Unidos. | 7 de abril de 2015 | Descarga digital | RCA          |